# Ryogo Yamasaki
Ryogo Yamasaki (山﨑 凌吾, Yamasaki Ryogo), né le 20 septembre 1992, est un footballeur japonais.

## Biographie
Yamasaki commence sa carrière professionnelle en 2014 avec le club du Sagan Tosu, club de J1 League. En 2016, il est transféré au Tokushima Vortis, club de J2 League. Il dispute un total de 92 matchs en J2 League avec le club. En juillet 2018, il est transféré au Shonan Bellmare, club de J1 League. Avec ce club, il remporte la Coupe de la Ligue japonaise 2018. En 2020, il est transféré au Nagoya Grampus.